# Consolidation de la paix
La consolidation de la paix (en anglais : peacebuilding), également nommée préservation de la paix ou encore maintien de la paix, désigne toute intervention destinée à prévenir la reprise ou le commencement d’un conflit violent en traitant les causes premières identifiées ou supposées et en créant une attente sociétale de résolution pacifique des conflits afin d’aboutir à une paix durable et de stabiliser la société politiquement et économiquement. Les ONG impliquées dans la paix ont commencé à utiliser le terme dans les années 1970. Il a ensuite été adopté par les Nations unies et par les gouvernements avec des sens parfois variables. Un point commun à toutes les définitions est que l’amélioration de la Sécurité humaine est l’objectif prioritaire de la consolidation de la paix.

## Définition et variantes

### Principes
On distingue deux acceptions de la consolidation de la paix :
- « directe », qui se concentre sur les facteurs qui peuvent aviver ou calmer un conflit, et vise à réduire directement la violence ;
- « large », qui se rapporte à un effort de coordination du financement et de la communication, dans le cadre d’une stratégie pluri-sectorielle, entre l’aide humanitaire, l’aide au développement, l’action gouvernementale, la sécurité ; la justice et d’autres secteurs qui ne se considèrent pas toujours comme des secteurs de consolidation de la paix.

Le terme est parfois réservé aux situations d’après-conflits ou d’après-guerre, mais la plupart des auteurs utilisent le terme dans un contexte plus large de toutes les phases des conflits : avant que conflit ne devienne violent, les efforts de consolidation de la paix tels que les efforts diplomatiques, le développement économique et social, ou des efforts de réforme dans le domaine éducationnel ou dans le secteur de la santé, de la justice et de la sécurité réduisent les sources d’instabilité et de violence. On parle alors aussi de prévention de conflit. Les efforts de consolidation de la paix visent à gérer et à résoudre les questions essentielles qui sont l’objet du conflit au travers de la diplomatie officielle et du dialogue, de la médiation et de la négociation informelles. La consolidation de la paix touche les causes premières économiques, sociales et politiques de la violence afin d’éviter le retour de la violence structurelle ou de la violence directe.
Les démarches de consolidation de la paix visent à changer les attitudes, les croyances et les comportements pour transformer la dynamique négative de court-terme et de long terme entre les individus et les groupes au profit d’une coexistence plus stable et pacifique. La consolidation de la paix est une approche d’un ensemble d’efforts combinés pour soutenir la paix.

### Définition des Nations unies
En 2007, le secrétaire général des Nations unies définissait ainsi la consolidation de la paix : " la consolidation de la paix comporte une série de mesures destinées à réduire le risque de tomber ou de retomber dans une situation de conflit en renforçant à tous les niveaux les capacités nationales  de règlement des conflits, et à poser les fondations pour une paix durable et pour un développement économique durable. Les stratégies de consolidation de la paix doivent être cohérentes et adaptées aux besoins spécifiques du pays concerné, prises en compte par ce pays, et doivent comporter un ensemble d’activités relativement limité, soigneusement priorisé et séquencé pour permettre d’atteindre les objectifs fixés."
Les tâches comprises dans la consolidation de la paix varient donc en fonction de la situation et des acteurs engagés dans le processus. Les activités de consolidation de la paix qui réussissent sont celles qui réussissent à créer un environnement favorable à une paix auto-entretenue et durable, qui réconcilient les factions opposées, qui préviennent la reprise des hostilités, qui intègrent la société civile, qui mettent en place les mécanismes de la légalité et de l’ordre, et qui traitent les questions structurelles et sociétales sous-jacentes.  Les chercheurs et les praticiens constatent également de plus en plus fréquemment que la consolidation de la paix est plus efficace et plus durable lorsque le processus repose sur les conceptions locales de la paix et traitent la dynamique sous-jacente qui attise ou rend possible le conflit.

### Distinction entre concepts voisins
Plusieurs concepts voisins de celui de consolidation de la paix sont à distinguer :
- Rétablissement de la paix ou établissement de la paix (en anglais : peacemaking) : cette activité consiste à mettre fin à un conflit, alors que la consolidation de la paix se déroule soit avant soit après le conflit.
- Maintien de la paix (en anglais : peacekeeping) : cette activité vise à empêcher la reprise d’un conflit armé mais ne traite pas les causes du conflit et reste sans effet sur le changement social comme c’est le cas de la consolidation de la paix. En outre cette activité est seulement possible après un conflit, pas avant.
- Résolution de conflit (en anglais : conflict resolution) : la résolution de conflit n'inclut pas plusieurs des composantes de la consolidation de la paix, comme la construction d’un État et le développement socio-économique.

## Origine
Dans les années 1970, le sociologue norvégien Johan Galtung créa le terme consolidation de la paix en faisant la promotion de systèmes capables d’établir une paix durable. De tels systèmes doivent traiter les causes premières du conflit  et permettre le développement de ressources locales de traitement des conflits et de rétablissement de la paix. Galtung préconisait une approche bottom-up qui décentralisait les structures économiques et sociales, ce qui revenait à  organiser un glissement depuis des structures de coercition et de violence à une culture de paix.  
Le sociologue américain John Paul Lederach (en) a ensuite proposé un concept de consolidation de la paix différent, commençant par engager les acteurs de la base, les structures locales, les ONG, les acteurs internationaux et autres pour créer un processus de paix durable. Il n’appelle pas au même degré de changement culturel que Galtung.
Le concept de consolidation de la paix s’est depuis étendu pour inclure de nombreuses autres dimensions, telles que le désarmement, la démobilisation et la réintégration des combattants et la reconstruction des institutions gouvernementales, économiques et civiles Il a été popularisé dans la communauté internationale par le secrétaire général des Nations unies Boutros Boutros-Ghali, dans son rapport de 1992 intitulé Agenda pour la paix. Le rapport définissait la consolidation de la paix comme une « action pour identifier et soutenir les structures qui tendront à  renforcer et consolider la paix afin d’éviter toute reprise du conflit. » 
Lors du sommet mondial de 2005 (en), les Nations unies commencèrent à créer une architecture de la consolidation de la paix fondée sur les propositions de Kofi Annan. Ces propositions appelaient à créer trois organismes au sein des Nations unies : la Commission de consolidation de la paix, qui sera fondée dès 2005; le Fonds pour la consolidation de la paix (en), qui sera fondé en 2006; et le Bureau d'appui à la consolidation de la paix (BACP) (en) qui sera créé en 2005. Ces trois organisations permettent au secrétaire général de coordonner les efforts des Nations unies en faveur de la consolidation de la paix. 
L’intérêt des gouvernements nationaux à l’égard de ces sujets s’est accru en raison des peurs que les états en faillite ne deviennent des pépinières de conflit et de terrorisme et ne menacent la sécurité internationale. Certains états ont commencé à regarder la consolidation de la paix comme une manière de démontrer leur pertinence. Toutefois les activités de consolidation de la paix continuent à ne représenter que de faibles pourcentages des budgets des États.
Le plan Marshall fut une intervention de consolidation de la paix de long terme dans une Europe en situation post-conflit par laquelle les États-Unis visaient à reconstruire le continent après les destructions de la deuxième guerre mondiale.  Le plan Marshall réussit à promouvoir le développement économique dans les régions où il était déployé. Plus récemment, la consolidation de la paix a été déployée dans des pays en situation de fin de conflit comme la Bosnie-Herzégovine, le Kosovo, l'Irlande du Nord Chypre et l'Afrique du Sud.

## Composants de la consolidation de la paix
Pour atteindre ses objectifs, la consolidation de la paix doit traiter les structures, les conditions émotionnelles et la psychologie sociale, la stabilité sociale, l’ordre légal, l’éthique et les susceptibilités culturelles.
Les interventions de consolidation de la paix pré-conflit visent à éviter le déclenchement d’un conflit violent. Ces stratégies impliquent divers acteurs et secteurs afin de transformer le conflit. Même si la définition de la consolidation de la paix inclut les interventions préventives, en pratique la plupart des interventions se situent dans une situation post-conflit. Il n’empêche que de nombreux auteurs se font les avocats d’un développement accru dans l’avenir des démarches préventives de consolidation de la paix,.Les nombreux spécialistes du domaine structurent de manière différente les différents formes de consolidation de la paix. 
Barnett divise la consolidation de la paix post-conflit en trois dimensions: stabilisation de la zone de conflit, restauration des institutions étatiques et traitement des questions économiques et sociales. Les activités incluses dans la première de ces dimensions doivent renforcer la stabilité des institutions et dissuader les anciens combattants de reprendre la guerre (désarmement, démobilisation et réintégration, ou DDR). La deuxième dimension regroupe des activités visant à construire la capacité de l'État à procurer les biens et services publics essentiels et à augmenter la légitimité de l’État.  Les programmes de la troisième dimension doivent développer la capacité de la société à gérer les conflits pacifiquement et à promouvoir le développement socio-économique.
| 1re dimension | 2e dimension | 3e dimension |
| --- | --- | --- |
| - Désarmer les combattants - Réintégrer les anciens combattants dans la société civile                                                                                          | - Reconstruire l’infrastructure de base, les réseaux de transport et de communication - Développer l’ordre public et l’administration - Construire les infrastructures de l’éducation et de la santé - Fournir une assistance technique permettant le développement des capacités des institutions - Créer des institutions étatiques légitimes, démocratiques et responsables (accountable) | \| - Assistance psychologique - Justice transitionnelle et réparatrice - Dialogue intercommunautaire - Construction de ponts entre les communautés - Développer les droits humains \| - Émancipation des femmes - Développer la conscience environnementale - Promouvoir le développement économique - Développer une société civile et un secteur privé qui puisse représenter des intérêts divers et s’opposer pacifiquement à l’État \| |
| - Assistance psychologique - Justice transitionnelle et réparatrice - Dialogue intercommunautaire - Construction de ponts entre les communautés - Développer les droits humains | - Émancipation des femmes - Développer la conscience environnementale - Promouvoir le développement économique - Développer une société civile et un secteur privé qui puisse représenter des intérêts divers et s’opposer pacifiquement à l’État | |

L’alliance de composants locaux et internationaux est essentiel pour construire une paix durable,. Mac Ginty montre que si différentes communautés "indigènes" utilisent différentes techniques de résolution de conflit, la plupart partagent celles décrites dans le tableau. Étant donné que les pratiques de consolidation de la paix émanent des communautés locales, elles sont beaucoup mieux adaptées au contexte et à la culture locale que les approches généralisées à l’échelle internationale.
| Local, conforme aux usages, traditionnel | International |
| --- | --- |
| - Personnalités locales respectées - Dimension publique - Partage d’expérience et expression des griefs - Accent placé sur les relations - Reposant sur des ressources locales | - Top-down : s’adresse aux élites nationales et non aux populations locales - Cercles fermés : accords conclus à huis clos - Bases technocratiques, coupées de l’Histoire: accent placé sur « trouver un accord », « aller de l’avant » - Teinté de culture entrepreneuriale : la conclusion d’un accord, le respect des délais passent avant le développement des relations - Repose sur du personnel, des idées et des ressources matérielles venant de l’extérieur |

## Principales organisations

### Organisations intergouvernementales
Les Nations unies participent à de nombreux aspects de la consolidation de la paix, tant au travers des organismes établis en 2005-2006 qu’au travers d’autres de leurs agences.  
- Organismes dédiés à la consolidation de la paix
  - Commission de consolidation de la paix : entité consultative intergouvernmentale[7] qui réunit les acteurs-clé, rassemble les ressources, conseille sur les stratégies de consolidation de la paix post-conflit et met en lumière les questions qui peuvent nuire à la paix[21],[22].
  - Fonds pour la consolidation de la paix (en) : il soutient les activités de consolidation de la paix qui visent à stabiliser les régions en post-conflit et à développer les capacités des états et des institutions. Les  financements sont accordés soit pour maximum de deux ans après la fin du conflit lorsqu’il s’agit de lancer rapidement les activités de réparation ou de consolidation de la paix, soit pour un maximum de trois ans s’il s’agit de créer un processus de consolidation de la paix plus élaboré[23].
  - Bureau d'appui à la consolidation de la paix (BACP) (en)) : le BACP a été mis en place pour aider et appuyer la Commission de consolidation de la paix sous forme de conseils stratégiques et d'orientations politiques, pour gérer le Fonds pour la consolidation de la paix, et pour assister le secrétaire général en coordonnant les efforts de consolidation de la paix déployés par les agences et programmes des Nations unies[24].
- Autres agences des Nations unies
  - Peacebuilding Portal : information et communication en réseau au sein de la communauté de la consolidation de la paix pour développer les capacités des organisations locales, nationales, intergouvernementales et non-gouvernementales ;
  - Département des affaires politiques des Nations unies (DPA): consolidation de la paix en situation d'après-conflit ;
  - Programme des Nations unies pour le développement(PNUD): prévention des conflits , consolidation de la paix, reconstruction après conflit[25]
- Organisations intergouvernementales indépendantes des Nations unies
  - La Banque mondiale et le Fonds monétaire international interviennent sur la dimension économique et financière de la consolidation de la paix. La Banque mondiale soutient le processus de reconstruction et de réparation post-conflit en facilitant la restauration des structures socio-économiques de la Société. Le Fonds monétaire international soutient ce même processus en agissant pour reconstruire les moyens de production et refaire fonctionner l’économie  à son niveau d’avant le conflit[25].
  - l’Union européenne définit ainsi ses activités de consolidation de la paix : prévention et gestion de conflit, réhabilitation et reconstruction. La prévention et la gestion de conflit implique le blocage des conflits armés imminents et le soutien à un large processus de paix. La réhabilitation et la reconstruction sont tournées vers  la reconstruction économique et institutionnelle[26]. L’action de la Commission européenne en matière de Prévention des conflits et de consolidation de la paix (Conflict Prevention and Peace building – CPPB) de 2001 à 2010 a fait l’objet en 2011 d’un très important travail d’évaluation externe réalisé par  Aide à la Décision Economique (ADE) avec le concours du think-tank European Centre for Development Policy Management (EPCDM)[27].

Ces activités sont supervisées par la Direction générale du développement et de la coopération (EuropeAid). Le Service européen pour l'action extérieure  (SEAE) créé en 2010 dispose toutefois aussi d’une division de la  Prévention des conflits, de la Consolidation de la Paix et de la Médiation.

### Organisations gouvernementales
France
- Le ministère de la Défense est responsable, au titre de ses attributions concernant l'anticipation et du suivi des crises intéressant la défense, des opérations de maintien de la paix, de l’établissement des processus politiques and constitutionnels, de la démocratisation, du développement des capacités étatiques, de l’assistance technique aux finances publiques et à la taxation, et du soutien aux média indépendants.
- Le ministère des Affaires étrangères  est chargé de la  consolidation de la paix, y compris la surveillance du respect des embargos sur les armes, le déploiement des forces d’interposition dans le cadre du maintien de la paix, le DDR (désarmement, démobilisation et réintégration [17]) et le déploiement de la police et de la gendarmerie pour rétablir l’ordre et la justice (l’état de droit).
- L’Agence française de développement (AFD) est spécialisée dans le domaine de la prévention des crises par l’action humanitaire et le développement économique.

Allemagne
- L’Office des Affaires étrangères allemande participe à la résolution de conflit et à la consolidation de la paix post-conflit, y compris le rétablissement de structures étatiques stables (État de droit, démocratie, droits humains et sécurité) et la création d’un potentiel  pour la paix au sein de la société civile, des médias, des affaires culturelles et de l’éducation.
- Le ministère de la Défense allemand s’occupe de remédier à la destruction des infrastructures d’un pays à la suite d’un conflit international et d’appuyer la réorganisation et la formation des forces de sécurité, la démobilisation des combattants, la reconstruction du système judiciaire et des structures gouvernementales et la préparation d’élections.
- Le ministère allemand de la Coopération et du Développement traite les obstacles économiques, sociales, écologiques et politiques sur le chemin de l’élimination des causes structurelles des conflits et promeut le traitement pacifique des conflits. Les questions traitées intègrent  la réduction de la pauvreté, l’établissement d’une croissance économique durable favorisant les plus pauvres, la bonne gouvernance et la démocratie.

Suisse
- Le département fédéral des affaires étrangères (DFAE) : à la suite de la loi adoptée par le Parlement fédéral suisse en 2004 qui définissait différentes mesures en faveur de la consolidation de la paix et du renforcement des Droits de l'homme, la Division Sécurité humaine (DSH) du DFAE a été responsable de la mise en œuvre des mesures propres à promouvoir la sécurité humaine dans le monde. Cette division constitue le centre de compétence pour la paix, les Droits de l’Homme, la politique humanitaire et la politique étrangère suisse en matière de migrations[28]. À cette fin, le DFAE dispose d’une ligne de credit qui doit être renouvelée par le Parlement fédéral suisse tous les quatre ans (son montant était de 310 millions de francs suisses pour la période 2012–2016.) Les principaux chantier de consolidation de la paix appuyés par la Suisse sont : 1. La  Région des Grands Lacs avec le Burundi et la République démocratique du Congo, 2. Soudan, Soudan du Sud et Corne de l’Afrique, 3. Afrique de l'Ouest et Sahel, 4. Proche-Orient, 5. Népal, 6. Europe du Sud-Est et 7. Colombie.

Une spécificité de la Suisse est la création au sein de la DSH d’une section dédiée au traitement du passé. Ce concept trouve son origine dans les principes contre l’impunité développés par le juriste français Louis Joinet, approuvés en 1997 par la Commission des droits de l’homme de l’ONU qui reconnaissent les droits des victimes et les devoirs des États dans la réalisation de ces droits dans les domaines suivants: droit de savoir, droit à la justice, droit aux réparations et droit à la non-récurrence,.
Royaume-Uni
- Le Bureau des Affaires étrangères et du Commonwealth (en anglais Foreign and Commonwealth Office ou plus brièvement Foreign Office) est l’équivalent du Ministère des Affaires étrangères ; il réalise une variété d’activités de reconstruction qui sont nécessaires dans des périodes d’immédiat après-guerre.
- Le ministère de la Défense britannique s’occupe des activités de long terme permettant de traiter les causes sous-jacentes des conflits et les besoins fondamentaux des populations.
- Le département du Développement international (en anglais : Department for International Development ou DfID) est un département exécutif du gouvernement britannique responsable de l'aide humanitaire et de l'aide au développement au niveau international. Il travaille sur la prévention des conflits, sur la consolidation de la paix, y compris sur les programmes DDR[17]  et l’établissement des institutions publiques qui fournissent la sécurité, la justice de transition et la réconciliation ; et sur la fourniture de services sociaux fondamentaux.

États-Unis

Logo d'USAID

- Le département d'État (United States Department of State, souvent abrégé en State Department), équivalent d’un ministère des Affaires étrangères, aide les États en situation post-conflit en établissant les bases d’une paix durable, de la bonne gouvernance et du développement durable.
- Le département de la Défense des États-Unis assiste les pays en post-conflit pour la reconstruction, y compris l’assistance humanitaire, la santé publique, l'infrastructure, le développement économique, l'état de droit, l’administration civile et les médias ; et aussi lors de la phase de stabilisation, pour le développement des forces de sécurité, des capacités humanitaires et de communication et dans des domaines particuliers d'expertise.
- L'Agence des États-Unis pour le développement international (USAID) pratique des interventions immédiates pour accélérer  et faciliter les processus de paix, y compris en appui à des négociations de paix ; pour construire la sécurité publique, promouvoir la réconciliation et développer les rouages d’un fonctionnement politique démocratique[31].

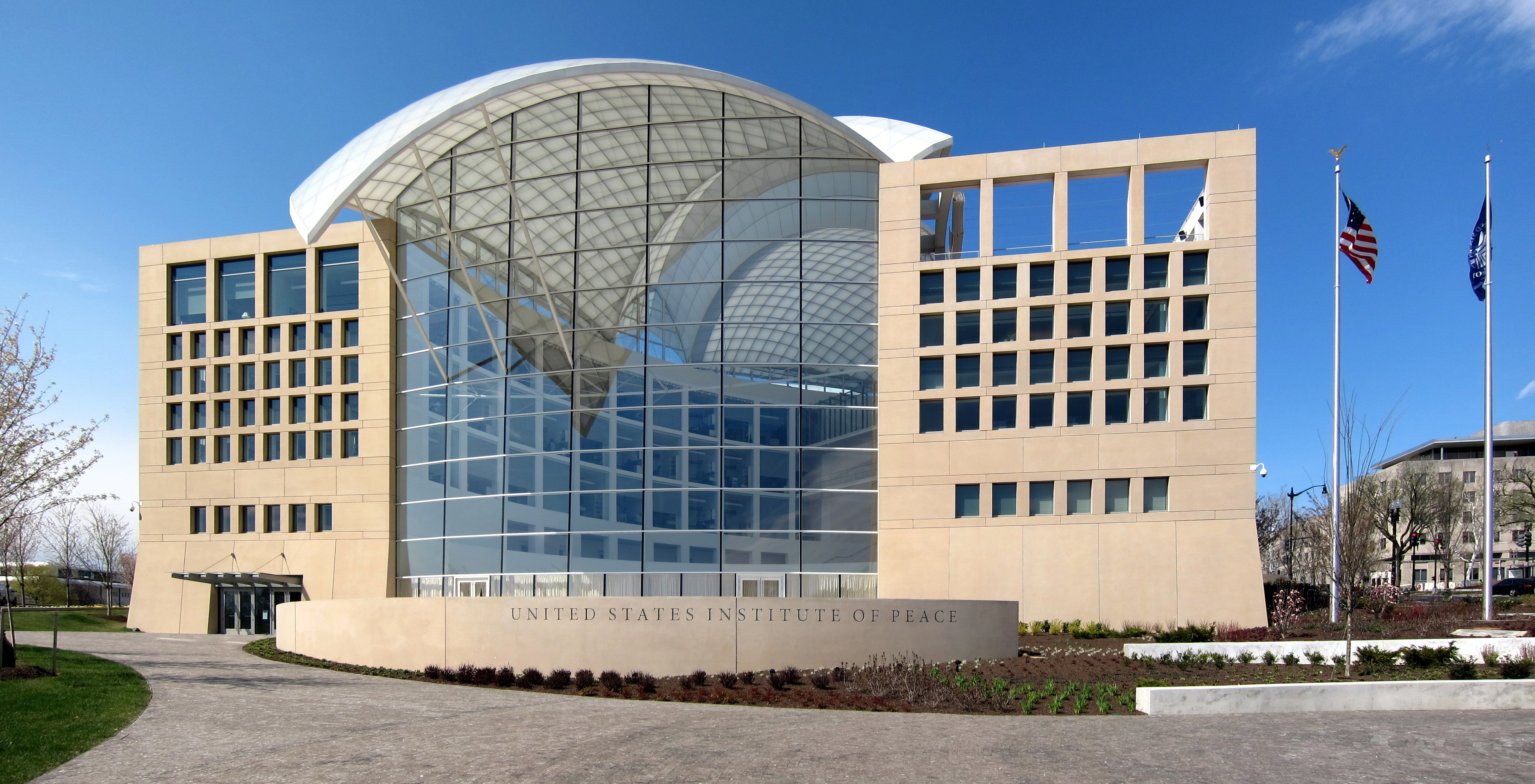
Siège de l'Institut des États-Unis pour la paix à Washington

- L'Institut des États-Unis pour la paix (United States Institute of Peace) est une institution fondée par le Congrès des États-Unis en 1984 pour prévenir et résoudre les conflits violents internationaux, promouvoir la stabilité après le conflit et les transformations démocratiques et consolider la paix. Ses fonds sont votés par le Congrès (39 millions de dollars US en 2012).  En principe interdit, le fundraising auprès de donateurs privés fut autorisé pour la construction du siège de l’institution. USIP a mené des actions de conciliation entre tribus de confession sunnite et chiite en Irak, de prévention de la violence pré-électorale au Soudan du Sud, et a travaillé sur la prévention des génocides[32]. USIP finance aussi de nombreux projets de recherche par des doctorants et professeurs d'université.

### Organisations non gouvernementales
- Alliance for Peacebuilding (Alliance pour la consolidation de la paix) : association sans but lucratif base à Washington qui fédère diverses entités gouvernementales ou non pour collaborer à la résolution de conflits et développer la prise de conscience de la nécessité des politiques de consolidation de la paix et les bonnes pratiques en la matière.
- Catholic Relief Services (Services du Secours Catholique) : cette ONG catholique basée à Baltimore met à disposition de l’aide humanitaire lors des catastrophes naturelles et des phases post -conflit et encourage le développement économique sur le long terme, notamment au travers d’activités de consolidation de la paix.
- Conciliation Resources (en) (Ressources de conciliation) : ONG indépendante base à Londres travaillant avec les populations des zones de conflit pour prévenir la violence et construire la paix.
- Crisis Management Initiative (en)  (Initiative de gestion de crise) : ONG basée à Helsinki qui œuvre à la résolution de conflit et à la construction d’une paix durable en rassemblant des experts internationaux de la consolidation e la paix et des leaders locaux.
- IIDA Women's Development Organisation (IIDA Organisation des Femmes pour le Développement) est une ONG humanitaire, fondée par des femmes, sans but lucratif et politiquement indépendante, engagée dans la consolidation de la paix et la défense des droits des femmes en Somalie.
- Initiatives et Changement : organisation mondiale dont l’objectif est de construire la confiance là où il y a des divisions dans le monde ("building trust across the world's divides"), ces divisions pouvant être culturelles, nationales, religieuses[17]) et le déploiement de la police et de la gendarmerie pour rétablir l’ordre et la justice (l’état de droit).
- L’Agence française de développement (AFD) est spécialisée dans le domaine de la prévention des crises par l’action humanitaire et le développement économique.

Allemagne
- L’Office des Affaires étrangères allemande participe à la résolution de conflit et à la consolidation de la paix post-conflit, y compris le rétablissement de structures étatiques stables (État de droit, démocratie, droits humains et sécurité) et la création d’un potentiel  pour la paix au sein de la société civile, des médias, des affaires culturelles et de l’éducation.
- Le ministère de la Défense allemand s’occupe de remédier à la destruction des infrastructures d’un pays à la suite d’un conflit international et d’appuyer la réorganisation et la formation des forces de sécurité, la démobilisation des combattants, la reconstruction du système judiciaire et des structures gouvernementales et la préparation d’élections.
- Le ministère allemand de la Coopération et du Développement traite les obstacles économiques, sociales, écologiques et politiques sur le chemin de l’élimination des causes structurelles des conflits et promeut le traitement pacifique des conflits. Les questions traitées intègrent  la réduction de la pauvreté, l’établissement d’une croissance économique durable favorisant les plus pauvres, la bonne gouvernance et la démocratie.

Suisse
- Le département fédéral des affaires étrangères (DFAE) : à la suite de la loi adoptée par le Parlement fédéral suisse en 2004 qui définissait différentes mesures en faveur de la consolidation de la paix et du renforcement des Droits de l'homme, la Division Sécurité humaine (DSH) du DFAE a été responsable de la mise en œuvre des mesures propres à promouvoir la sécurité humaine dans le monde. Cette division constitue le centre de compétence pour la paix, les Droits de l’Homme, la politique humanitaire et la politique étrangère suisse en matière de migrations ou sociales.  Elle est impliquée dans la consolidation de la paix depuis 1946[33] et actuellement, par exemple dans la région des Grands Lacs africains[34], au Sierra Leone ou au Soudan du Sud.
- International Alert : association sans but lucratif basée à Londres qui travaille avec les populations affectées par les conflits pour améliorer leurs perspectives de paix en les aidant à définir et à renforcer leurs politiques et leurs pratiques de consolidation de la paix.
- International Crisis Group: association sans but lucratif basée à Bruxelles qui conseille les gouvernements comme les organisations non-gouvernementales sur la prévention et la résolution des conflits meurtriers.
- Interpeace (en) : ONG genevoise créée en 1994, partenaire stratégique des Nations unies, qui se consacre à la construction d’une paix durable en renforçant les capacités des sociétés locales à surmonter leurs profondes divisions et à régler les conflits sans violence. Interpeace défend cinq valeurs-clé en la matière : la non-violence dans la résolution des conflits, le respect pour les cultures traditionnelles et leur capacité à générer des solutions, la création de la confiance comme fondation indispensable d’une paix durable, l’intégrité et la participation, source de transformation des relations. Son budget 2013 est de 21,2 millions de dollars.
- Life and Peace Institute: ONG internationale basée en Suède et travaillant à la résolution de conflicts "par le bas", principalement en Afrique.
- Jewish-Palestinian Living Room Dialogue Group (en) (en français : Groupe de dialogue judéo-palestinien chez soi, littéralement « au salon ») : depuis 1992, cette ONG met en pratique et promeut la création de relations entre les deux camp, en diffusant des films pratiques à ce sujet. Depuis 2003, avec la participation de l’ONG juive Camp Tawonga (en), elle a réuni des centaines d’adultes et de jeunes de 50 villes de Palestine et d’Israël  pour des sessions de vie commune et de communication au camp judéo-palestinien des familles artisans de paix de Oseh Shalon - Sanea al-Salam[35].
- Peace Direct (en) : association sans but lucratif basée à Londres qui apporte une assistance administrative et financière aux efforts de consolidation de la paix émanant des populations locales et qui veut développer la prise de conscience internationale tant des projets spécifiques que des réalités de la consolidation de la paix sur le terrain.
- Search for Common Ground: ONG internationale basée aux Etats-Unis et travaillant à la resolution de conflicts en zone de guerre, principalement à travers des activités artistiques (théatre, programmes TV et Radio, etc).
- Saferworld (en) : ONG internationale indépendante base au Royaume-Uni qui travaille à la prévention des conflits armés et à la construction d’une meilleure sécurité humaine.
- Seeds of Peace (en) : association caritative basée à New York dont l’objectif est de former et de responsabiliser les jeunes issus de régions en conflit lors de camps de jeunes dans le Maine (État) Maine  où leur sont délivrés des formations au leadership et aux relations humaines.
- United Network of Young Peacebuilders (UNOY Peacebuilders (en)) : réseau de jeunes leaders et d’organisations de jeunesse base à La Haye qui aide les organisations affiliées dans leurs projets de consolidation de la paix au travers d’une mise en réseau, d’un échange d’information, d’un partage des efforts de recherche et de fundraising.
- Tuesday's Children (en) (en français les enfants du mardi) : organisation caritative américaine dont l’objectif initial est de subvenir aux besoins de guérison psychologique durable de chaque famille qui a perdu un de ses membres dans l’attentat terroriste du mardi 11 septembre 2001[36]. Elle a ensuite élargi son activité à plusieurs autres pays victimes du terrorisme. Elle promeut le renforcement de la résilience familiale  et individuelle au travers de programmes de soutien psychologique et de rapprochement de familles partageant les mêmes souffrances[37].
- Karuna Center for Peacebuilding (en) : ONG international base aux États-Unis qui propose des formations et des programmes pour développer l’organisation des régions en post-conflit au travers des institutions gouvernementales, régionales ou locales et de la société civile.
- Nonviolent peaceforce : organisation caritative base à Bruxelles qui promeut et met en place des forces d’interpositions civiles non armées afin de réduire la violence et de protéger les civils dans des situations de conflit violent.

### Institutions universitaires et de recherche
- Centre pour la justice et la consolidation de la paix (Center for Justice and Peacebuilding (en)) : programme académique de l'université Eastern Mennonite University (en)) ; favorise consolidation de la paix, soin de la création, l'apprentissage expérientiel et l'engagement interculturel; enseignements sont basés sur le christianisme mennonite.
- Centre pour la consolidation de la paix et le développement (Center for Peacebuilding and Development) : centre universitaire de l’université américaine School of International Service (en); favorise le développement interculturel de la recherche et des pratiques dans l'enseignement de la paix, l'engagement civique, la résistance non violente, la résolution des conflits, la religion et la paix, et consolidation de la paix.
- Institut irlandais de la paix (Irish Peace Institute (en)) ; promeut la paix et la réconciliation en Irlande et travaille à appliquer les leçons de la résolution des conflits de l'Irlande à d'autres conflits.
- Institut Joan B. Kroc pour les Études internationales de paix (en) : institut universitaire de l'université Notre-Dame (Indiana) ; encourage la recherche, l'éducation et la sensibilisation sur les causes des conflits violents et les conditions d'une paix durable.
- Institut des États-Unis pour la paix : institution fédérale non partisane qui travaille à prévenir ou faire cesser les conflits violents dans le monde entier en parrainant des recherches et en les utilisant pour cibler les actions.
- Université pour la paix (University for Peace) : institution internationale d'enseignement supérieur situé au Costa Rica; vise à promouvoir la paix par l'enseignement, la recherche, la formation et la diffusion des connaissances nécessaires pour construire la paix.
- Centre international Kofi Annan de formation au maintien de la paix, basé au Ghana : propose des formations et des recherches sur le maintien de la paix et les opérations de paix.

## Rôle des femmes
Traditionnellement, les femmes ont joué un rôle limité dans les processus de consolidation de la paix même si le plus souvent ce sont elles qui portent la responsabilité de nourrir leurs familles au lendemain d’un conflit armé. Il est fréquent qu’elles soient sous-représentées ou pas représentées du tout dans les négociations de paix et dans les systèmes de décision politique, comme dans le système judiciaire ou dans les autres postes de responsabilité. La structure patriarcale de nombreuses cultures empêche de prendre en compte leur rôle potentiel dans la consolidation de la paix. 
Toutefois de nombreux experts, universitaires, les Nations unies ont reconnu que les femmes peuvent jouer un rôle vital dans la construction des trois piliers d’une paix durable : la réconciliation et la remise en route de l’économie, la cohésion sociale et le développement, et le rétablissement de la légitimité politique, de la sécurité et de la gouvernance,. Ainsi Mohamed Sahnoun, ancien représentant spécial du secrétaire général de l’ONU pour la Somalie, écrit-il en 2004 : « Les femmes en général sont de plus en plus perçues par les observateurs de la communauté internationale comme de bien meilleurs artisans de la paix que les hommes. Elles montrent une plus grande capacité d'empathie, de pardon et d'objectivité. Elles ont le courage de remettre en question les tabous issus du système de clan, et elles préconisent la nécessité de regarder intérêts à long terme de la société dans son ensemble. (...) Elles savent plus que les hommes ce que signifie vraiment la souffrance dans la tourmente des conflits. Le système des clans en Somalie est patrilinéaire et exogame. Lorsque des conflits surviennent entre les clans, chaque femme assiste impuissante à la lutte de son mari contre son père ou de son fils contre son frère, parce qu'ils ne sont pas du même clan ou sous-clan. Trop de femmes se retrouvent veuves, sans-abri, ou victimes de viol ou de torture. Depuis quelque temps cependant, les femmes en Somalie ont refusé d'être des victimes impuissantes. Elles se sont organisées malgré le système de clan afin de communiquer et d'échanger des expériences. Elles sont maintenant en mesure d'exprimer leurs intérêts et les intérêts de la société dans son ensemble et d'établir des contacts avec les réseaux mondiaux d'assistance et de soutien. »
À la demande du Conseil de sécurité des Nations unies, le secrétaire général a publié en 2010 un rapport sur la participation des femmes à la consolidation de la paix. Ce rapport souligne les défis auxquels les femmes continuent à faire face lorsqu’elle participent aux processus de reconstruction et de consolidation de la paix, et les impacts négatifs de cette exclusion sur la société et sur elles-mêmes. Pour répondre à ces défis, le rapport propose un plan d’actions en sept points couvrant les sept domaines suivants: la médiation, la préparation des phases d’après-conflit, le financement, la capacité de la société civile, la gouvernance d’après-conflit, l’état de droit et la reconstruction économique. La mise en œuvre et le suivi de ce plan d’actions sont pilotés conjointement par le Bureau d'appui à la consolidation de la paix (BACP) (en)) des Nations unies et ONU Femmes. En avril 2011, les deux organisations ont organisé un atelier commun pour s’assurer que  les femmes soient incluses dans la planification des futures interventions post-conflit ou post-catastrophes naturelles. En 2011 également, le Fonds pour la consolidation de la paix (en) des Nations unies a choisi sept projets de consolidation de la paix où la dimension du rôle des femmes était critique et leur a attribué une subvention de cinq millions de dollars.
Porter a étudié le rôle croissant des femmes dans le leadership des pays soumis à de forts risques de guerre et leur impact sur la consolidation de la paix. Lors de la rédaction de ce livre, sept des pays concernés avaient une femme comme chef d’État : Ellen Johnson-Sirleaf au Liberia et Michelle Bachelet au Chili étaient les premières femmes à occuper ces fonctions dans leurs pays respectifs et Ellen Johnson-Sirleaf était la première femme à la tête d’un État africain.  Toutes deux ont utilisé leur appartenance au sexe féminin pour exploiter « la puissance du symbolisme maternel - l'espoir qu'une femme pouvait mieux qu’un homme cicatriser les plaies de la guerre et de la dictature au sein de leurs sociétés. »

## Développements actuels
- Ongoing UN PBC and PBF projects[44]
- Ongoing UN PBF projects[45]

Ongoing UN PBC and PBF projects
Ongoing UN PBF projects

La Commission de consolidation de la paix des Nations unies travaille au Burundi, en République centrafricaine, Guinée, Guinée-Bissau, Liberia et au Sierra Leone et le Fonds pour la consolidation de la paix (en) finance des projets au Burundi, en République centrafricaine, au Tchad, aux Comores, en Côte d'Ivoire, en République démocratique du Congo, en Guinée, en Guinée-Bissau, au Guatemala, à Haïti, au Kenya, au Kyrgyzstan,  au Liban, au Liberia, au Népal, en Sierra Leone, en Somalie, au Sri Lanka, au Soudan, au Soudan du Sud, au Timor oriental et en Ouganda. Other UN organizations are working in Haiti (MINUSTAH), Liban, Afghanistan, Kosovo et Irak.
L’Association internationale de développement de la Banque mondiale soutient le Fonds pour le Timor oriental (Trust Fund for East Timor).  Ce fonds a aidé à la reconstruction, au développement d’un gouvernance locale et à la responsabilisation des communautés dans ce territoire.
Lors des guerres en Afghanistan et en Irak, les États-Unis ont investi 104 milliards de dollars en aide à la reconstruction deux pays. À lui seul, le Fonds de secours et de reconstruction en Irak (en) a reçu pour les années 2003 et 2004 21 milliards de dollars  de la part du département d'État, de l'Agence des États-Unis pour le développement international (USAID) et du département de la Défense des États-Unis, afin de financer des actions dans le domaine de la sécurité, de la santé, de l’éducation, de l’aide sociale, de la gouvernance, de la croissance économique et des questions humanitaires.
Au Kenya, les organisations de la société civile sont intervenues dans la consolidation de la paix. Après les émeutes survenues en 2008 à l’occasion d’élections, diverses organisations de la société civile ont lancé des programmes de prévention de tels débordements pour les élections suivantes, par exemple, la Commission Vérité, Justice et Réconciliation (Truth, Justice and Reconciliation Commission ou TJRC) et les réunions publiques de paix organisées par les églises, et elles ont soutenu la Commission nationale de cohésion et d’intégration (National Cohesion and Integration Commission) .

## Résultats
En 2010, la Commission de consolidation de la paix des Nations unies a conduit une évaluation de son travail dans les quatre premiers pays où des missions lui avaient été confiées (Sierra Leone, Burundi, Guinée-Bissau et République centrafricaine). Ce rapport ne cache pas la complexité et les difficultés des opérations de consolidation de la paix et fait de nombreuses recommandations, notamment dans le sens d’une meilleure coordination de tous les intervenants, dépendants des Nations unies ou non (Union européenne, Banque mondiale, OCDE…). Une évaluation indépendante en a également été faite par le Pulitzer Center on Crisis Reporting.

## Critique

### Déploiement
Barnett critique les organisations de consolidation de la paix pour leur démarche pilotée par l’offre plutôt que par la demande ; elles délivrent les services dans lesquels leur organisation s’est spécialisée, qui ne correspondent pas toujours aux besoins les plus pressants des bénéficiaires. En outre, il soutient que les actions entreprises sont souvent déterminées par l’expérience passée des organisations intervenantes plutôt que par une analyse objective de l’efficacité des interventions possibles. 
Autesserre, quant à elle, met en avant l'influence néfaste des pratiques et routines quotidiennes des professionnels de la paix sur le terrain.  
Plus récemment, Ben Hillman a critiqué les efforts des financeurs internationaux pour renforcer les gouvernements locaux dans les phases d’après-conflit. Selon lui, ces organismes internationaux n’ont ni les connaissances, ni les savoir-faire, ni les ressources nécessaires pour susciter les changements importants qui seraient nécessaires dans la manière dont les pays en post-conflit sont gouvernés,.

### Ignorance des dynamiques locales
Autesserre critique les organisations de consolidation de la paix pour leur approche "par le haut". Celle-ci ignore en effet l'importance des conflits locaux dans la production de la violence en zone de guerre. 

### Perpétuation de l’hégémonie culturelle
Plusieurs universitaires affirment que la consolidation de la paix est une manifestation de la doctrine de l'internationalisme libéral (qui affirme notamment le droit d’ingérence) , qui impose donc les valeurs et la culture occidentales à d’autres cultures. Pour Mac Ginty, la consolidation de la paix ne projette pas tous les aspects de la culture occidentale sur les bénéficiaires mais en transmet cependant une partie, comme les concepts du néolibéralisme que les bénéficiaires de l’aide doivent observer beaucoup plus strictement que les principales puissances économiques occidentales ne le font elles-mêmes. Barnett signale quant à lui que la promotion de la libéralisation et de la démocratisation peut saper le processus de consolidation de la paix si la sécurité et la stabilité des institutions ne sont pas poursuivies simultanément. Richmond has shown how 'liberal peacebuilding' represents a political encounter that may produce a post-liberal form of peace. Local and international actors, norms, institutions and interests engage with each other in various different contexts, according to their respective power relations and their different conceptions of legitimate authority structures.